# Вејтсбург (Вашингтон)
Вејтсбург (енгл. Waitsburg) град је у америчкој савезној држави Вашингтон. По попису становништва из 2010. у њему је живело 1.217 становника.

## Демографија
Према попису становништва из 2010. у граду је живело 1.217 становника, што је 5 (0,4%) становника више него 2000. године.
| Група             | 2000.         | 2010.         |
| Белци             | 1.133 (93,5%) | 1.097 (90,1%) |
| Афроамериканци    | 7 (0,6%)      | 3 (0,2%)      |
| Азијати           | 8 (0,7%)      | 9 (0,7%)      |
| Хиспаноамериканци | 34 (2,8%)     | 64 (5,3%)     |
| Укупно            | 1.212         | 1.217         |